# Rückhaltebecken Friedrichswalde-Ottendorf
Das Rückhaltebecken Friedrichswalde-Ottendorf ist eine Hochwasserschutzanlage der Landestalsperrenverwaltung Sachsen (Talsperrenmeisterei Gottleuba/Weißeritz) im Einzugsgebiet der Bahre auf dem Gebiet der Gemeinde Bahretal. Die Anlage wurde 1970 fertiggestellt. Neben dem Hochwasserschutz wird das Hochwasserrückhaltebecken für die Brauchwasserbereitstellung für Industrie und Landwirtschaft sowie die gewerbliche Fischerei genutzt. 
Der Staudamm ist ein gerader Erddamm mit einer geneigten Innendichtung aus Lehm.